# Nicolas Devilder
Nicolas Aymeric Devilder (Dax, 25 de marzo de 1980) es un extenista francés. Su mayor éxito tuvo lugar en el nivel challenger lo que le alcanzó para llegar a ocupar un puesto entre los 100 mejores del ranking mundial. A nivel ATP consiguió 18 victorias en su carrera (10 de ellas en 2006). Su mejor posición en el ranking fue N.º 62 en 2008, y se desempeñaba mejor en canchas lentas.

## Títulos (1;0+1)

### Clasificación en torneos del Grand Slam (sencillos)
| Torneo          | 2009 | 2008 | 2007 | Títulos |
| --------------- | ---- | ---- | ---- | ------- |
| Australian Open | 1r   | -    | 1r   | 0       |
| Roland Garros   | 1r   | 2r   | 1r   | 0       |
| Wimbledon       | 2r   | -    | 2r   | 0       |
| US Open         |      | 2r   | 1r   | 0       |

### Dobles (1)
| Leyenda                |
| Grand Slam (0)         |
| Tennis Masters Cup (0) |
| ATP Masters Series (0) |
| ATP Tour (1)           |

| N.º | Fecha                   | Torneo   | Superficie    | Pareja             | Oponentes en la final                | Resultado                 |
| --- | ----------------------- | -------- | ------------- | ------------------ | ------------------------------------ | ------------------------- |
| 1.  | 8 de septiembre de 2008 | Bucarest | Tierra batida | Paul-Henri Mathieu | Mariusz Fyrstenberg Marcin Matkowski | 7-6(4) 6-7(9) 22-20 (MTB) |

### Challengers singles (9)
| N.º | Fecha                 | Torneo           | Superficie    | Oponente en la final    | Resultado          |
| --- | --------------------- | ---------------- | ------------- | ----------------------- | ------------------ |
| 1.  | 8 de agosto de 2005   | Pamplona         | Dura          | David Guez              | 6-2 6-1            |
| 2.  | 3 de abril de 2006    | Monza            | Tierra batida | Flavio Cipolla          | 6-2 7-5            |
| 3.  | 24 de abril de 2006   | Bérgamo          | Tierra batida | Werner Eschauer         | 1-6 7-5 6-4        |
| 4.  | 12 de junio de 2006   | Kosice           | Tierra batida | Gorka Fraile            | 6-0 6-1            |
| 5.  | 31 de julio de 2006   | Timisoara        | Tierra batida | Pablo Santos González   | 7-6(5) 6-2         |
| 6.  | 22 de octubre de 2007 | Belo Horizonte-2 | Tierra batida | Marcel Granollers Pujol | 6-2 6-7(4) 7-6(6)  |
| 7.  | 16 de junio de 2008   | Brunswick        | Tierra batida | Sergio Roitman          | 6-4 6-4            |
| 8.  | 23 de junio de 2008   | Constanza        | Tierra batida | Adrian Ungur            | 6-3 6-7(5) 7-6(10) |
| 9.  | 21 de julio de 2008   | Poznan           | Tierra batida | Björn Phau              | 7-5 6-0            |